# Charles Emmanuel Brousse
Charles Emmanuel Brousse, né le 12 mai 1891 à Perpignan et décédé le 12 décembre 1970 à Castelnou, est un pilote de guerre, journaliste, homme politique, diplomate et entrepreneur français, originaire du Roussillon. Il est connu pour avoir été impliqué avec sa future femme, Amy Thorpe, dans une retentissante affaire d'espionnage pendant la Seconde Guerre mondiale.

## Biographie
Membre d'une famille roussillonnaise liée au journal L'Indépendant de Perpignan, dont son grand-père est imprimeur et dont son père Emmanuel Brousse est gérant, fils de Marguerite Chamorin, Charles Brousse entreprend des études de droit jusqu'au doctorat. Il entame une carrière d'avocat à la cour d'appel de Paris.

Refusé à plusieurs reprises par l'armée française au début de la Première Guerre mondiale pour des raisons de santé, il demande son engagement volontaire et, grâce à l'influence de son père député, il sert dans l'armée de l'air. À la fin de la guerre, il commande la célèbre escadrille de bombardiers « BR(éguet) 126 ». En septembre 1918, il est cité à l'ordre du jour de son escadrille : 

« Officier pilote d'une adresse et d'un courage remarquables. Réformé deux fois, s'est engagé dans l'aviation où il ne cesse de faire preuve des plus belles qualités militaires. A pris part à tous les bombardements de son escadrille, rentrant fréquemment avec des balles et des éclats d'obus dans son appareil. A contribué à abattre un avion ennemi. »

— Le Figaro, 21 septembre 1918
Revenu à la vie civile (sans attendre d'être versé dans la réserve, ce qui arrive en 1922), Charles Brousse se lance en politique. De 1919 à 1935, il occupe un poste de conseiller général à Mont-Louis. En janvier 1920, il est nommé chef adjoint du cabinet au sous-secrétariat aux finances, occupé par son père, Emmanuel Brousse, et il est chargé de son secrétariat particulier. En 1927, il devient conseiller d’arrondissement du canton de Saillagouse dont son père est conseiller général. En 1928, il se présente sans succès aux législatives dans l’arrondissement de Prades,. En 1929, il est victime d'un accident d'avion en Afrique du nord. Toujours en 1929, il est secrétaire général du Syndicat des quotidiens départementaux, transformé en 1935 en Syndicat de la presse de province ; il en devient le vice-président en 1940,.
En 1932, il se présente sans succès aux législatives dans l’arrondissement de Céret avec « l'étiquette de républicain de concentration radicale ». En 1934, il se consacre aux affaires, et est associé à une importante entreprise d'importation à Indochine, les Comptoirs généraux de l'Indochine, fondée en 1926,. Ses affaires sont si fructueuses qu'il peut constituer une immense collection de biens liés à la vie de Napoléon. Il rachète et prend la direction des journaux Petit Bleu en 1934 et D'Artagnan en 1935. En 1935, sous l'étiquette « Républicain de gauche », il se présente aux élections sénatoriales pour représenter les Pyrénées-Orientales, mais sa candidature conjointe à celle de Gaudérique Bertrand, maire de Rivesaltes (1929-1943), est battue au deuxième tour.

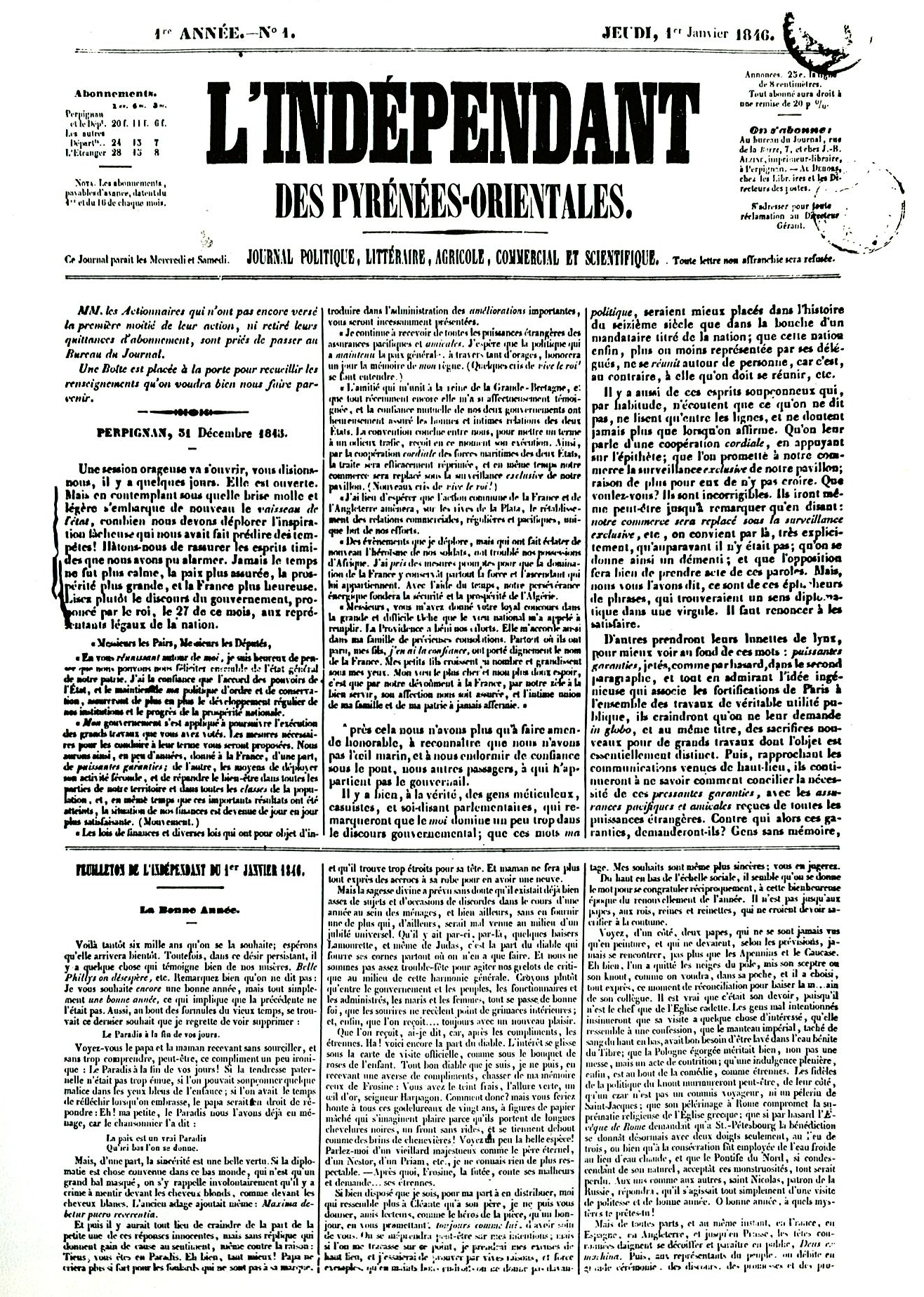
Le journal L'Indépendant dont Charles Emmanuel Brousse devient copropriétaire.

En 1936, il est membre de la rédaction de L'Indépendant de Perpignan et en devient le président et copropriétaire. Pendant la drôle de guerre, il est attaché de presse au ministère de l'Air. Surnommé « Chariot Brousse », il « gagne la gratitude de tous les journalistes américains pour les nombreux exploits qu'il a accomplis en contournant la bureaucratie ministérielle en leur faveur » et pour parvenir à fournir « 10 000 litres d'essence à l'ambassade américaine à Vichy » en plein rationnement.
En 1940, son rang de lieutenant dans l'armée de l'air depuis 1924 lui permet d'être nommé attaché de presse de l'ambassade de la France vichyste à Washington. Arrivé sur place, il est séduit par Amy Thorpe, dont il ignore qu'elle est une espionne de la Grande-Bretagne sous le nom de code Cynthia. Il lui livre un grand nombre d'informations confidentielles. Puis, mis dans le secret, il collabore pour dérober les codes de chiffrement des forces françaises en Afrique du nord. Plus tard, son rôle sera reconnu par une lettre élogieuse du colonel Huntington, de l'État-major suprême interallié.

« Le travail de Charles-Emmanuel Brousse en 1940, 1941, 1942, jusqu'à ce jour et, plus spécialement, son succès dans l'opération du chiffre naval ultra-secret de Vichy, ont complètement changé le cours de la guerre. »

— Ellery C. Huntington, cité par Édouard Herriot à l'Assemblée nationale.
 En 1946, revenu en France, Charles Brousse tente de reprendre la direction de l'Indépendant, mais sans succès.

## Vie privée

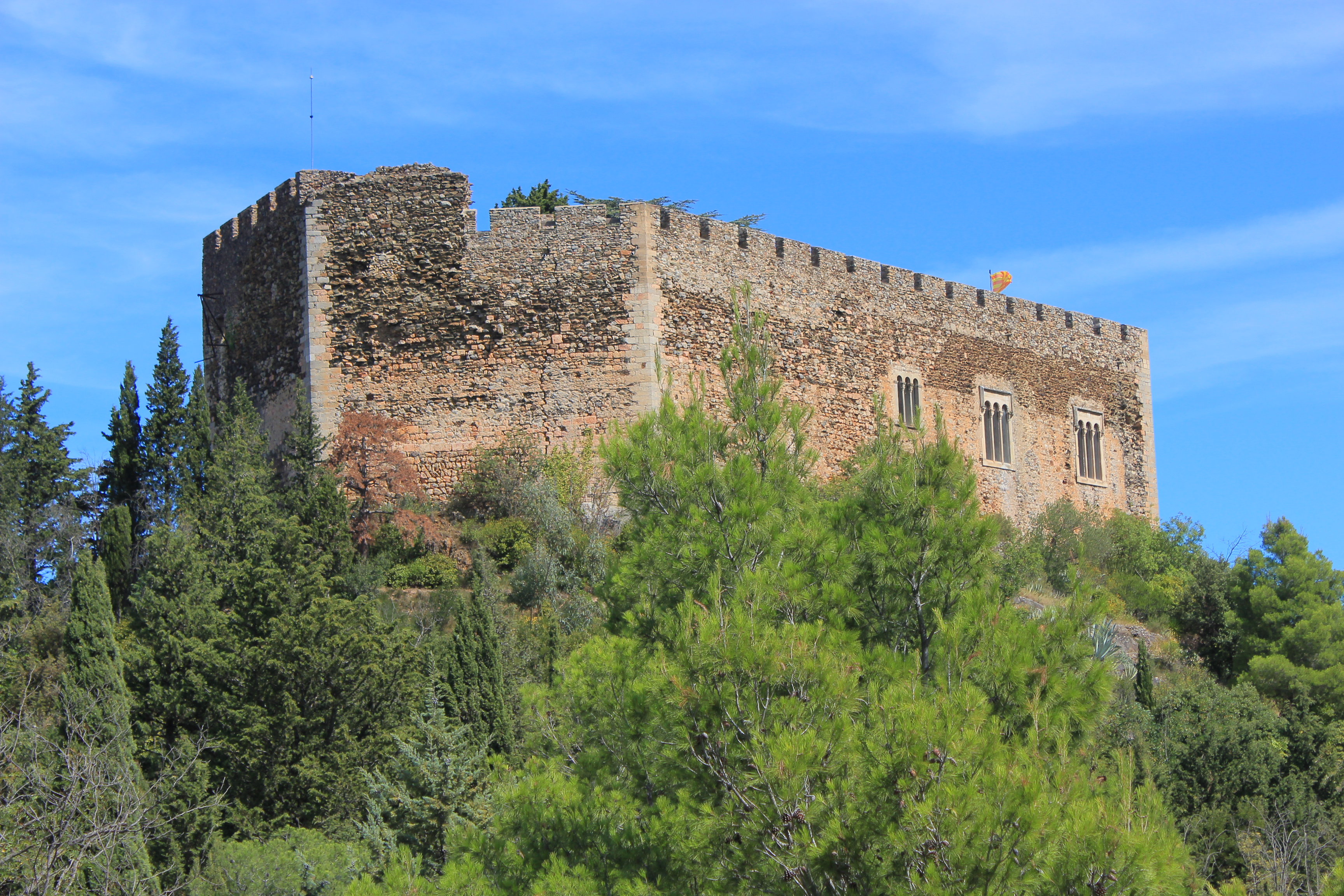
Château de Castelnou, dernière demeure de Charles Emmanuel Brousse et de sa femme Amy Thorpe.

La vie personnelle de Charles Emmanuel Brousse est riche en mariages au point qu'on ne sache pas exactement le nombre. En 1912, il se marie avec Denise (Andrée Germaine) Bluefeldt, fille d'un professeur au lycée Janson-de-Sailly,. Il a un fils. En 1928, il se fiance avec Maïda Spinak, « comtesse de Giorgio, fille de l'industriel français établi en Californie, et se remarie en 1929. En 1940, il est photographié à bord du croiseur Exeter aux côtés de sa femme « Catherine ». »
En 1945, après le suicide du mari d'Amy Thorpe, Charles Brousse divorce et se remarie avec Amy Thorpe. De retour en France, il acquiert le château de Castelnou et, après une lourde rénovation, le couple s'y installe. Amy Thorpe-Brousse meurt à Castelnou en 1963 d'un cancer de la gorge, et il meurt à son tour, sept ans plus tard, dans un incendie accidentel qui détruit partiellement le château de Castelnou.

## Distinctions
- Croix de guerre 1914-1918
- Chevalier de la Légion d'honneur (21 octobre 1920)
- Officier de la Légion d'honneur (24 février 1933)[23]
- Officier de l'ordre du Mérite maritime (30 août 1939)[24]

## Publications
À côté de sa production journalistique, Charles Brousse a rédigé quelques études historiques.
- Charles Emmanuel-Brousse, « Les consignes secrètes données à la marine anglaise pour la garde de Napoléon à Sainte-Hélène », Revue des études napoléoniennes, vol. XXVe année, no II.1,‎ juillet 1936, p. 56-64 (lire en ligne)
- Charles Emmanuel-Brousse, Napoleon et son temps. Catalogue de lettres, autographes, documents historiques, livres, tableaux, gravures et objects historiques composant la collection de Charles Emmanuel-Brousse à Paris, Perpignan, Impr. de l'Indépendant, 1937 (lire en ligne)
- « La Vicomté de Castellnou. Essai historique », Études roussillonnaises, nos 1-2,‎ 1954-1955, p. 115-133 (lire en ligne)
- « La fausse légende de Castell-Rossello », Études roussillonnaises, no 3,‎ 1952, p. 183-189 (lire en ligne)
- « Une grande erreur de la petite histoire: Pons de Vernet n'était pas un bandit », Études roussillonnaises, revue d'histoire et d'archéologie méditerranéennes, no 4,‎ octobre-décembre 1952, p. 233-240 (lire en ligne)